# Hervé Granger-Veyron
Hervé Granger-Veyron (* 11. Januar 1958 in Talence) ist ein ehemaliger französischer Säbelfechter.

## Erfolge
Hervé Granger-Veyron gewann mit der Mannschaft bei den Weltmeisterschaften 1987 in Lausanne die Bronzemedaille. Zweimal nahm er an Olympischen Spielen teil: 1984 zog er in Los Angeles im Mannschaftswettbewerb ungeschlagen ins Finale ein, in dem sich die französische Equipe Italien mit 3:9 geschlagen geben musste. Gemeinsam mit Philippe Delrieu, Pierre Guichot, Franck Ducheix und Jean-François Lamour erhielt Granger-Veyron somit die Silbermedaille. In der Einzelkonkurrenz verpasste er als Vierter knapp einen weiteren Medaillengewinn, im Gefecht um Bronze unterlag er Peter Westbrook. Bei den Olympischen Spielen 1992 in Barcelona unterlag er mit der Mannschaft im Halbfinale Ungarn mit 1:9, setzte sich aber im Anschluss im Gefecht um Rang drei gegen Rumänien mit 9:4 durch. Zur Mannschaft gehörten neben Granger-Veyron noch Jean-Philippe Daurelle, Pierre Guichot, Franck Ducheix und Jean-François Lamour.